# COSMOS (田村隆平の漫画)
『COSMOS』（コスモス）は、田村隆平による日本の漫画。『月刊サンデージェネックス』（小学館）において、2023年5月号から連載中。宇宙人専門の保険会社を描いたSFヒューマンドラマである。「次にくるマンガ大賞 2024」コミックス部門では5位に、「このマンガがすごい!2025」オトコ編では9位に、「マンガ大賞2025」では8位に選出された。

## 沿革
2023年4月19日発売の『月刊サンデージェネックス』（小学館）2023年5月号で連載が開始した。ウェブコミック配信サイトの『サンデーうぇぶり』（小学館）でも連載されている。
単行本第5巻の発売時には、『マンガワン』（小学館）で連載されている漫画『雷雷雷』とのコラボフェアが開催された。単行本第6巻の発売時には、菅生隆之がナレーションを務めるPVとテレビCMが公開された。　　

## あらすじ
人の嘘を見抜く能力を有する男子高校生・水森楓は、外星人（正体を隠して地球に住む異星人）を対象とする保険会社「銀河金融保険公社」またの名を「COSMOS」の調査員を名乗る女子高校生・穂村燐に出会う。この能力を買われた水森は穂村の勧誘でCOSMOSの一員となり、外星人が絡む事件に関わっていく。

## 登場人物
水森 楓（みずもり かえで）
人の嘘を「臭い」で見抜くことができる男子高校生。イケメンでスポーツも上手く女子には人気があるが、この能力のせいで周囲とは深い関係を築かないようにしている。この能力が保険調査に役立つと考えた穂村の勧誘によりCOSMOSの一員となる。
穂村 燐（ほむら りん）
COSMOSに所属する無表情な調査員。役職は課長。地球人だが並外れた力と戦闘能力を持つ。普段は女子高校生として水森と同じ高校に通っている。美少女だが印象操作デバイスで目立たないようにしている。
砂噛（すながみ）
COSMOSに所属する穂村の部下。普段は擬態化して人間の姿をしているが、本当は龍の姿に似た外見を持つディガロ星人で高い戦闘能力を持つ。
馬喰 アガリ（ばく アガリ）
COSMOSに所属する高身長の技師。調査員が使用する印象操作デバイスを開発した。関西弁でしゃべる。
鉄 ソプラノ（くろがね ソプラノ）
COSMOSに所属するギャルの調査員。数キロメートル先の音を聞き分けることができる。馬喰が作ったスタンネイルを装備している。
ジブチハイヌ
COSMOSに所属するアクチュアリー。地球における宇宙人のリスク計算を全て担っている。
潤登（うると）
COSMOSの東京支局長。常にマスクを着用している。
毒島（ぶすじま）
COSMOS修復班の班長。戦闘などの後始末を担当する。勤続70年のベテラン。

## 用語
印象操作デバイス
MES（Mind Exchange Switch）とも言う。記憶を消すのではなく、印象をなくして意識させないための装置。調査員が活動する時に作動させると多少目立つ行動をとっても誰の記憶にも残らない。穂村のMESは角の形、水森のMESはピアスの形をしている。
銀河金融保険公社（COSMOS）
表向きは民間の保険会社だが、世界中に支部を持ち、年間10万人とも言われる異星人の入管を一手に引き受ける公的機関。
私立開星高等学校
水森と穂村が通う高校。偏差値の高い進学校だが、COSMOSの管理下にあり、新しく地球に来た外星人が地球での振る舞い方を学び、保険料の査定に必要なリスク判定をするために一般人に混じって多数入学している。穂村はこの高校の監督も担当しているため、MESを作動させて高校生を繰り返しており、実際は水森より年上である。

## 評価
「次にくるマンガ大賞 2024」コミックス部門では5位に選出された。「このマンガがすごい!2025」オトコ編では9位に選出された。「マンガ大賞2025」では8位に選出された。
『このマンガがすごい!』は、「宇宙人をSF的な遠い存在ではなく、あくまで日常に潜む隣人として身近に置く点は読み手としても心地いい」と評している。さらに、宇宙人のヒューマンドラマや、保険という現実的な題材を描くことで、非現実的な存在である宇宙人が身近なものに感じられるようになっていると評している。
単行本第1巻・第2巻・第4巻・第5巻・第6巻の帯には、それぞれ漫画家の久保帯人・藤田和日郎・荒川弘・高橋留美子・浅田弘幸が推薦コメントを寄せている。
2025年5月までに累計発行部数は55万部を突破している。

## 書誌情報
- 田村隆平『COSMOS』小学館〈サンデーGXコミックス〉、既刊6巻（2025年5月19日現在）
  1. 2023年11月17日発売[11]、ISBN 978-4-09-157784-9
  2. 2024年2月19日発売[12]、ISBN 978-4-09-157798-6
  3. 2024年5月17日発売[13]、ISBN 978-4-09-157823-5
  4. 2024年9月19日発売[14]、ISBN 978-4-09-157834-1
  5. 2025年1月17日発売[15]、ISBN 978-4-09-157851-8
  6. 2025年5月19日発売[16]、ISBN 978-4-09-157882-2